# John Stewart Allitt
John Allitt, in arte John Stewart Allitt (Calais, 13 maggio 1934 – Coventry, 1º marzo 2007), è stato un saggista, musicologo e docente di storia dell'arte inglese.

## Biografia
Frequentò gli studi in Svizzera, in Italia e in Inghilterra. Trascorse la gioventù a Milano, dove la famiglia si era trasferita per motivi di lavoro e dove nacque la sua passione per la musica operistica, in particolare quella di Gaetano Donizetti.
Ritornato in Inghilterra, dopo la separazione dalla prima moglie, Anna Lomazzi, sposata nel 1962, dalla quale ebbe una figlia, insegnò storia dell'arte per oltre venti anni, con la qualifica di Senior Lecturer, alla Central School of Art and Design (ora Central Saint Martins College of Art and Design) di Londra. Risposatosi nel 1970 con Eleanor Cobb, ebbe altre due figlie. Risiedeva con la famiglia a Kenilworth (Warwickshire).
Dal 1972 scrisse numerosi saggi ed articoli sull'arte, la musica e la letteratura.
Nel 1973 fondò a Londra la Donizetti Society della quale fu il primo presidente ed in tale veste diede un notevole contributo alla riscoperta della musica di Johann Simon Mayr e di Gaetano Donizetti. In anni più recenti, insieme al baritono inglese Ian Caddy, diede vita alla Mayr+Donizetti Collaboration e sotto l'egida di questo sodalizio promosse numerosi concerti radiofonici e teatrali curando altresì la pubblicazione di edizioni critiche della musica dei due grandi compositori.
È stato socio corrispondente dell'Ateneo di scienze lettere ed arti di Bergamo, membro dell'Internationale Simon Mayr Gesellschaft con sede a Ingolstadt in Germania e della Temenos Academy di Ashford (Kent) in Gran Bretagna sotto l'alto patronato di Carlo d'Inghilterra.
Legato all'Italia - e a Bergamo in particolare alla cui Biblioteca Civica donò nel 2005 una cospicua raccolta di libri sulla musica e l'arte figurativa inglese fra Ottocento e Novecento - per il suo contributo allo studio della cultura italiana è stato nominato nel 1981 cavaliere al merito della Repubblica Italiana.
È morto a Coventry, nell'ospedale dov'era ricoverato, il 1º marzo 2007.

## Opere principali
- Piero Brolis, Le medaglie – The medals, Grafica e Arte Bergamo, 1981
- J.S. Mayr Father of 19th Century Italian Music, Shaftesbury, Dorset, Element Books Limited, 1989
- Donizetti – In the light of romanticism and the teaching of Johann Simon Mayr, Shaftesbury, Dorset, Element Books Limited, 1991
- Giovanni Simone Mayr Vita, musica, pensiero, traduzione di Sergio Pagliaroli, Villa di Serio (BG), Edizioni Villadiseriane, 1995
- Gaetano Donizetti Pensiero, musica, opere scelte, traduzione di Sergio Pagliaroli, Villa di Serio (BG), Edizioni Villadiseriane, 2003
- La Musica Classica Inglese 1800-1960 (da Bishop a Britten), Villa di Serio (BG), Edizioni Villadiseriane, 2006
- Thomas Traherne - Il poeta-teologo della meraviglia e della felicità, traduzione di Eugenio Cattaneo, Villa di Serio (BG), Edizioni Villadiseriane, 2007
- The Magic Mirror: Thoughts and Reflections on Cecil Collins, Temenos Academy, London, 2010
- Dante, il Pellegrino, Villa di Serio (BG), Edizioni Villadiseriane, 2011